# Liga e Parë 2023/24
Die Viva Fresh Liga e Parë 2023/24 war die 25. Saison der zweithöchsten Klasse im kosovarischen Männerfußball. Dieses Jahr bestand die Liga e Parë aus 20 Teams aufgeteilt in 2 Gruppen. Die Saison begann am 18. August 2023 und endete am 19. Mai 2024 mit dem 27. Spieltag.

## Mannschaften
Dieses Jahr traten 20 Mannschaften an; jeweils zehn Mannschaften in zwei Gruppen. Die Gruppenersten stiegen in die Kosovo Superliga auf, während der Sieger der beiden Zweitplatzierten gegen den Achtplatzierten der Kosovo Superliga 2023/24 eine Relegation bestritt. Die zwei Letztplatzierten stiegen in die Liga e Dytë ab. Die Absteiger aus der obersten Liga waren der KF Trepça’89 und KF Drenica. KF Ferizaj schied in der Relegation gegen den KF Liria aus und stieg ebenfalls ab, während der KF Dinamo Ferizaj und der KF Shkëndija von der Liga e Dytë aufgestiegen waren.
Dieses Jahr durfte auch der KF Vëllaznimi teilnehmen trotz Abstieg in die Liga e Dytë. Dies geschah aufgrund einer Fusion mit dem ehemaligen Ligakonkurrenten KF Drenasi. Der KF A&N etablierte sich aufgrund einer Fusion zum FC Suhareka.

## Tabellen

### Gruppe A
| Pl. | Verein                | Sp. | S  | U  | N  | Tore    | Diff. | Punkte |
| --- | --------------------- | --- | -- | -- | -- | ------- | ----- | ------ |
| 1.  | FC Suhareka           | 27  | 17 | 3  | 7  | 050:230 | +27   | 54     |
| 2.  | KF Dinamo Ferizaj (N) | 27  | 16 | 4  | 7  | 044:260 | +18   | 52     |
| 3.  | KF Trepça’89 (A)      | 27  | 14 | 7  | 6  | 037:180 | +19   | 49     |
| 4.  | KF Vëllaznimi         | 27  | 11 | 7  | 9  | 032:270 | +5    | 40     |
| 5.  | KF Drenica (A)        | 27  | 9  | 10 | 8  | 032:300 | +2    | 37     |
| 6.  | KF Rahoveci           | 27  | 7  | 11 | 9  | 028:360 | −8    | 32     |
| 7.  | KF Trepça             | 27  | 8  | 7  | 12 | 036:450 | −9    | 31     |
| 8.  | KF Rilindja 1974      | 27  | 5  | 10 | 12 | 031:440 | −13   | 25     |
| 9.  | KF Istogu             | 27  | 5  | 9  | 13 | 021:460 | −25   | 24     |
| 10. | FC Phoenix Banja      | 27  | 5  | 8  | 14 | 015:310 | −16   | 23     |

Platzierungskriterien: 1. Punkte – 2. Direkter Vergleich (Punkte, Tordifferenz, geschossene Tore) – 3. Tordifferenz – 4. geschossene Tore

| Zum Saisonende 2023/24: |                                                                |
| Aufstieg in der Kosovo Superliga Teilnehmer an der Relegation zum Aufstieg Abstieg in die Liga e Dytë \| (A) \| Absteiger aus der Kosovo Superleague: KF Drenica, KF Trepça’89 \| \| (N) \| Aufsteiger aus der Liga e Dytë: KF Dinamo Ferizaj \| |                                                                |
| (A) | Absteiger aus der Kosovo Superleague: KF Drenica, KF Trepça’89 |
| (N) | Aufsteiger aus der Liga e Dytë: KF Dinamo Ferizaj              |

### Gruppe B
| Pl. | Verein                 | Sp. | S  | U | N  | Tore    | Diff. | Punkte |
| --- | ---------------------- | --- | -- | - | -- | ------- | ----- | ------ |
| 1.  | KF Ferizaj (A)         | 27  | 20 | 3 | 4  | 058:220 | +36   | 63     |
| 2.  | KF Prishtina e Re (N)  | 27  | 18 | 6 | 3  | 049:200 | +29   | 60     |
| 3.  | KF Vjosa               | 27  | 19 | 1 | 7  | 049:290 | +20   | 58     |
| 4.  | KF Ulpiana 1           | 26  | 12 | 1 | 13 | 038:490 | −11   | 37     |
| 5.  | KF Kosova Vushtrri     | 27  | 10 | 6 | 11 | 034:300 | +4    | 36     |
| 6.  | KF Ramiz Sadiku        | 27  | 9  | 8 | 10 | 038:330 | +5    | 35     |
| 7.  | KF 2 Korriku           | 27  | 7  | 8 | 12 | 032:390 | −7    | 29     |
| 8.  | KF Flamurtari          | 27  | 8  | 5 | 14 | 031:510 | −20   | 29     |
| 9.  | KF Kika                | 27  | 6  | 1 | 20 | 028:530 | −25   | 19     |
| 10. | KF Vllaznia Pozheran 1 | 26  | 3  | 5 | 18 | 015:460 | −31   | 14     |

Platzierungskriterien: 1. Punkte – 2. Direkter Vergleich (Punkte, Tordifferenz, geschossene Tore) – 3. Tordifferenz – 4. geschossene Tore

| Zum Saisonende 2023/24: |                                                   |
| Aufstieg in die Superliga Teilnehmer an der Relegation zum Aufstieg Abstieg in die Liga e Dytë \| (A) \| Absteiger aus der Superliga: KF Ferizaj \| \| (N) \| Aufsteiger aus der Liga e Dytë: KF Prishtina e Re \| |                                                   |
| (A) | Absteiger aus der Superliga: KF Ferizaj           |
| (N) | Aufsteiger aus der Liga e Dytë: KF Prishtina e Re |

## Relegation

### Aufstieg
Halbfinale
Zunächst traten die beiden Zweitplatzierten aufeinander.
| Datum      |                   | Ergebnis              |                   |
| ---------- | ----------------- | --------------------- | ----------------- |
| 26.05.2024 | KF Prishtina e Re | 3:3 n. V. (4:3 i. E.) | KF Dinamo Ferizaj |

Finale
Der Sieger des Halbfinals traf auf den Achten der Kosovo Superliga
| Datum      |                   | Ergebnis |               |
| ---------- | ----------------- | -------- | ------------- |
| 01.06.2024 | KF Prishtina e Re | 0:1      | KF Feronikeli |

Beide Vereine blieben in ihren jeweiligen Ligen.